# Chart Polski
Der Chart Polski ist eine von der FCI anerkannte polnische Hunderasse (FCI-Gruppe 10, Sektion 3, Standard Nr. 333).

## Herkunft und Geschichte
Der Typ des Chart Polski ist seit dem 13. Jahrhundert belegt, er ist vielleicht ein Nachfahre des asiatischen Windhundtypes Saluki. Schon früh wird er in der Literatur erwähnt und auf Bildern gezeigt. Bei Betrachtung dieser frühen Bilder zeigt sich, dass der Typ von jeher gleich geblieben ist, auch wenn im 19. Jahrhundert andere Windhunde mit eingekreuzt wurden.

## Beschreibung
Eher schwerer, dennoch eleganter, dem Klima und den Bedingungen Polens angepasster bis 80 cm großer Windhund in allen Farben. Das Haar ist kurz, anliegend, hart aber nicht drahtig. Die FCI fordert Ohren von mittlerer Größe, eher schmal; nach vorne gelegt sollten sie etwa bis zum inneren Augenwinkeln reichen. Der Ohransatz der Hunde liegt in Höhe der Augen. Der Knorpel der Ohrmuschel ist ziemlich weich; die Ohren machen einen recht fleischigen Eindruck. Die Ohren dürfen wie folgt getragen werden: nach hinten gefaltet, den Hals berührend; dachförmig; bei Erregung völlig aufgerichtet oder mit leicht nach vorne gekippter Spitze.

## Wesen
Der polnische Windhund ist ausdauernd, mutig und selbstbewusst; auch ist er zurückhaltend, ruhig und sanft. Er genießt die Nähe zu seinem Menschen. Anderen Hunden gegenüber ist er oft sehr selbstbewusst.

## Verwendung
Der Chart Polski wurde ursprünglich für die Jagd zu Pferd auf Füchse, Rehe und Trappe aber auch für die Wolfsjagd verwendet. Heute wird er auch beim Coursing eingesetzt.